# Blanca d'Antillón
Blanca d'Antillón (segle xiii), fou una dama aragonesa i amant de Jaume I d'Aragó. Filla de Sancho d'Antillón i neta de Vallés de Bergua (1235-1238).
L'any 1241 cedí al rei els seus drets sobre el castell de la Baronia de Castre (Ribagorça), que passà a mans de llur fill bastard, ja nascut en aquella data, Ferran Sanxis de Castre.

## Relacions i descendents
Va ser amant de Jaume I d'Aragó. Fills:
- Ferran Sanxis de Castre